# Universitat Humboldt de Berlín
La Universitat Humboldt de Berlín (en alemany: Humboldt-Universität zu Berlin) és el centre universitari més antic de Berlín, fundat l'any 1810. La seva fama i nivell l'ha convertida en exemple de moltes altres universitats d'Europa i Amèrica del nord. La Universitat de Leiden, la Universitat de Göttingen i la Universitat de Berlín són reconegudes com el bressol de la llibertat acadèmica. En el Rànquing de Xangai de 2021 estava classificada com la 95a del mon.

## Història

### Fundació

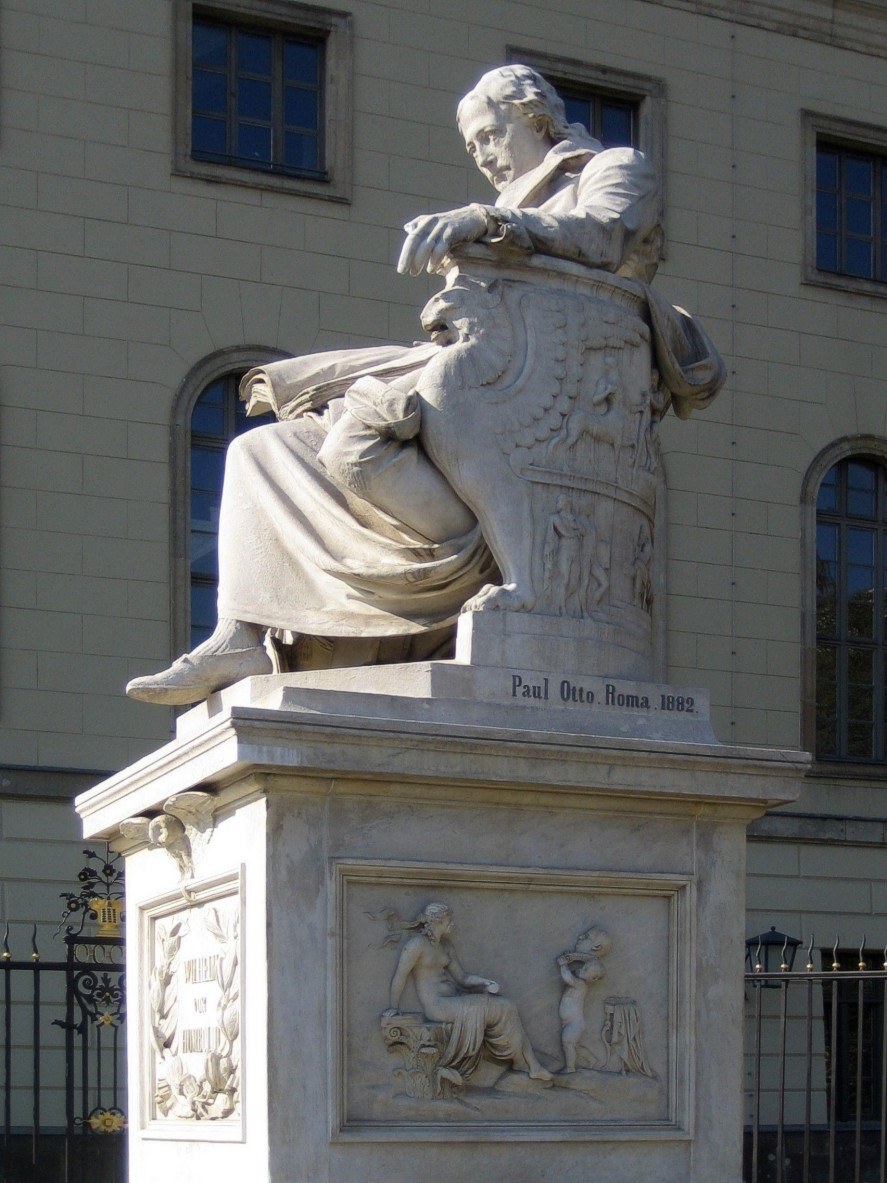
Monument a Wilhelm von Humboldt davant de l'edifici principal. Artista: Paul Otto

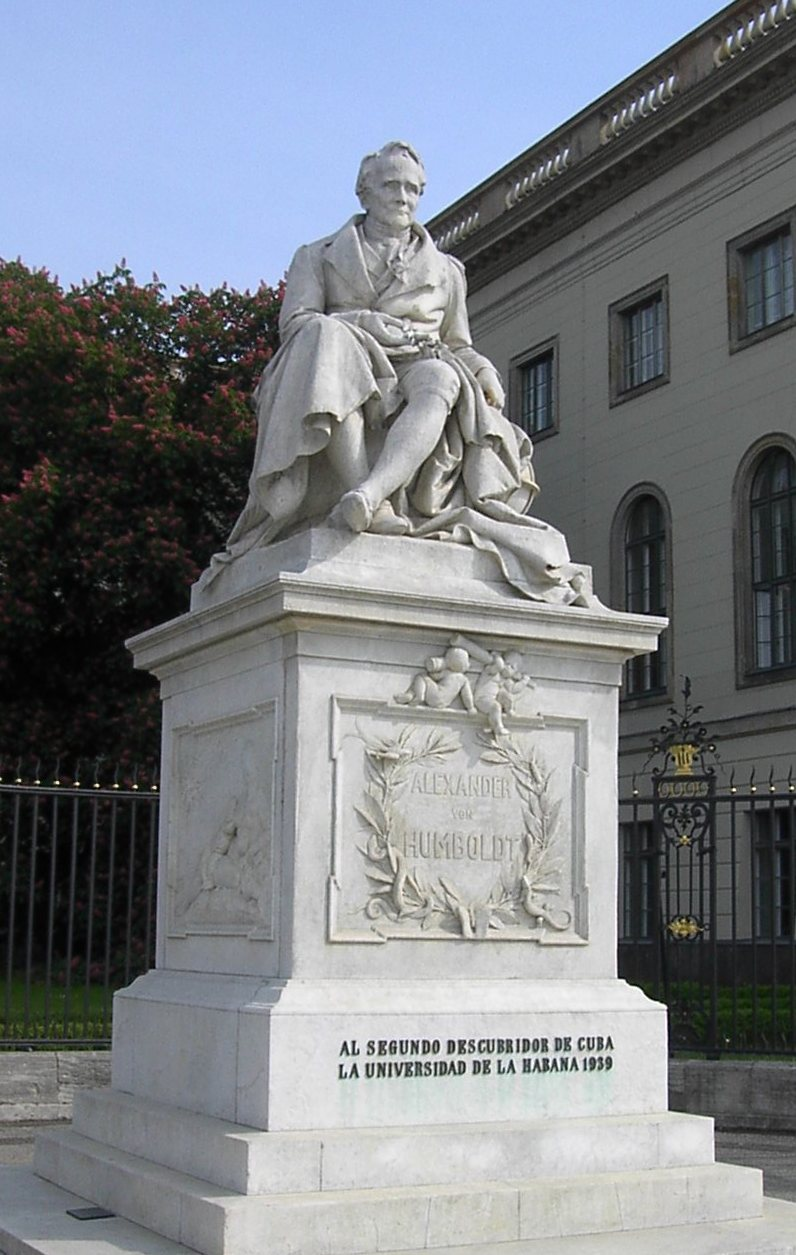
Estàtua d'Alexander Von Humboldt a l'exterior de la Universitat de Humboldtm, donada per la Universitat de l'Havana. Noteu la inscripció en castellà que el descriu com el "segon descobridor de Cuba".

L'any 1810, el lingüista i liberal prussià Wilhelm Von Humboldt fundà la Universitat de Berlín (Universität zu Berlin), la més antiga d'aquesta ciutat. Divuit anys després fou rebatejada com a Universitat Friedrich Wilhelm en honor del monarca prussià, nom que compartí amb el no oficial d'Universitat Unter den Linden. No seria fins al 1949 quan, en honor del seu fundador i del seu germà, el naturalista Alexander von Humboldt, rebé el seu nom actual.
El model d'ensenyament i recerca d'aquesta universitat va influenciar notablement, principalment, al segle xix, molts altres centres d'arreu d'Europa i Amèrica del Nord, com ara la Universitat Johns Hopkins (primera dedicada a la recerca d'Amèrica), Harvard, Duke o la Universitat Cornell. Molts dels grans intel·lectuals i científics alemanys dels dos darrers segles s'han format a les seves aules.
El primer semestre de la novament fundada Universitat de Berlín va començar en 1810 amb 256 estudiants i 52 professors en facultats de dret, medicina, teologia i filosofia sota el rector Theodor Schmalz.
La universitat ha estat l'alma mater de molts dels pensadors alemanys més grans dels dos darrers segles, entre ells el filòsof idealista subjectiu Johann Gottlieb Fichte, el teòleg Friedrich Schleiermacher, el filòsof idealista absolut Georg Wilhelm Friedrich Hegel, el teòric legal romàntic Savigny, el filòsof pessimista Arthur Schopenhauer, el filòsof idealista objectiu Friedrich Schelling, el crític cultural Walter Benjamin, i físics famosos com Albert Einstein i Max Planck. Els fundadors de la teoria marxista Karl Marx i Friedrich Engels assistiren la universitat, tal com feren també el poeta Heinrich Heine, fundador de l'estructuralisme, Ferdinand de Saussure, l'unificador alemany Otto von Bismarck,el fundador del Partit Comunista d'Alemanya Karl Liebknecht, el panafricanista William Edward Burghardt Du Bois i Robert Schuman, així com l'influent cirurgià Johann Friedrich Dieffenbach a començaments de la dècada del 1800. La Universitat és la llar de 29 guanyadors del Premi Nobel.

### Ampliació

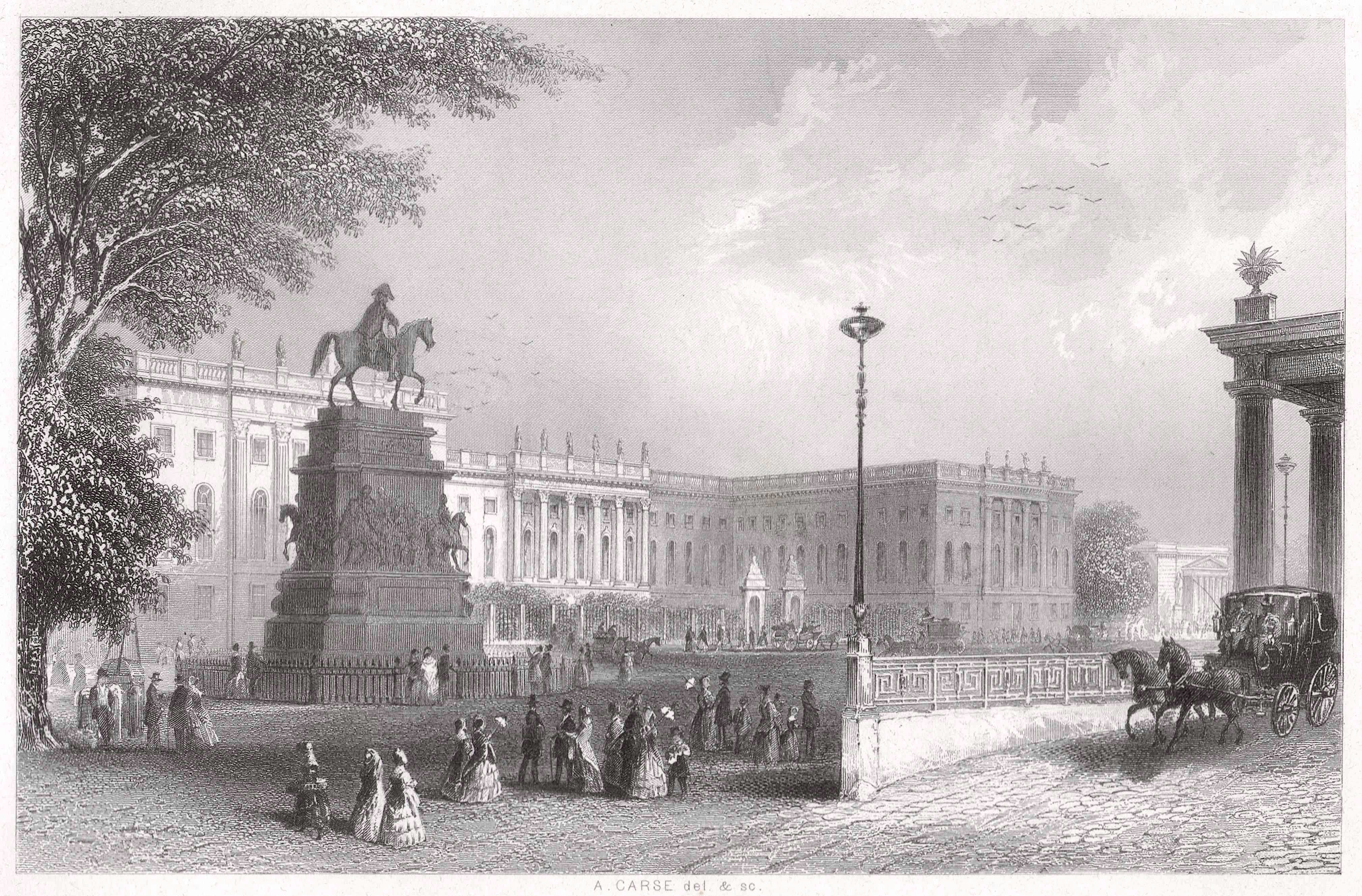
La Universitat de Berlín el 1850.

A més a més de l'ancoratge fort de temes tradicionals, com ciència, dret, filosofia, història, teologia i medicina, la Universitat de Berlín es desenvolupà per incloure nombroses noves disciplines científiques. Alexander von Humboldt, germà del fundador William, promogué els nous ensenyaments. Amb la construcció de modernes instal·lacions de recerca en la segona meitat del segle xix, va començar l'ensenyament de les ciències naturals. Investigadors famosos, com ara el farmacèutic August Wilhelm Hofmann, el físic Hermann von Helmholtz, els matemàtics Ernst Kummer, Leopold Kronecker, Karl Weierstrass, els metges Johannes Peter Müller, Albrecht Von Graefe, Rudolf Virchow i Robert Koch, contribuïren a la fama científica d'Universitat de Berlín.
Durant aquest període d'ampliació, la Universitat de Berlín s'expandí gradualment per incorporar altres institucions d'ensenyament superior de Berlín que prèviament havien estat separades. Un exemple seria la Charité, la Pépinière i el Collegium Medico-chirurgicum. El 1717, el rei Frederic I de Prússia havia construït una casa de quarantena per a la pesta a les portes de ciutat, que el 1727 fou rebatejada pel "rei soldat" Frederic Guillem I de Prússia: "Es soll das Haus die Charité" (És la casa de la Caritat). Pels volts del 1829 el lloc es convertiria en el campus mèdic de la Universitat de Berlín i romangué així fins al 1927 quan fou construït el modern Hospital Universitari.
La Universitat de Berlín començà a bastir una col·lecció d'història natural el 1810, que, pels volts del 1889, exigí un edifici separat i es convertiria en el Museu Für Naturkunde. La preexistent Escola Tierarznei, fundada el 1790 i absorbida per la universitat, el 1934 formà la base de l'Edifici de la Facultat de Veterinària (Grundstock der Veterinärmedizinischen Fakultät). També la Landwirtschaftliche Hochschule Berlín (Escola Superior Agrícola de Berlín), fundadaa el 1881, fou afiliada amb les Facultats Agrícoles de la Universitat.

### Tercer Reich

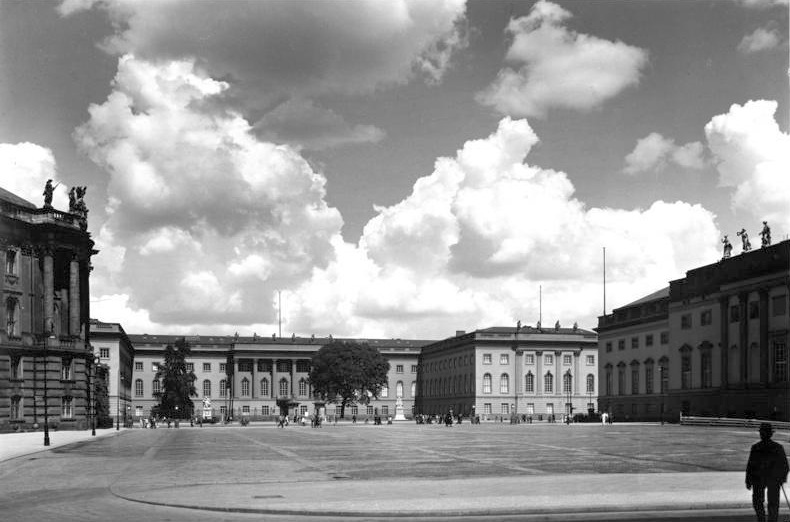
La Universitat en 1938.

Després del 1933, com totes les universitats alemanyes, es veié afectada pel règim nazi. Uns 20.000 llibres de la biblioteca de la Universitat foren cremats per "degenerats" i adversaris del règim el 10 de maig d'aquell any en l'Opernplat (ara Bebelplatz) en una manifestació protegida per les SA, que també presentaren un discurs de Joseph Goebbels. En l'actualitat hi ha un monument al centre de la plaça, dedicat a aquest esdeveniment. Consta d'un plafó de vidre que s'obre a un espai blanc subterrani amb lleixes buïdes i espair per a 20.000 volums i una placa, amb l'epígraf d'una obra de Heinrich Heine del 1820: "Das war ein Vorspiel nur, dort wo man Bücher verbrennt, verbrennt man am Ende auch Menschen" ("Allò era només un preludi; on cremen llibres, en el fons cremen gent").
La Llei per la restauració del servei civil professional ("Gesetzes zur Wiederherstellung des Berufsbeamtentums" alemany) ocasionà que 250 professors jueus i empleats fossin acomiadats durant 1933/1934 i nombrosos doctorats fossin retirats. Els estudiants i becaris i adversaris polítics de nazis foren expulsats de la universitat i sovint foren deportats. Durant aquesta època, gairebé un terç de tot el personal fou acomiadat pels nazis.

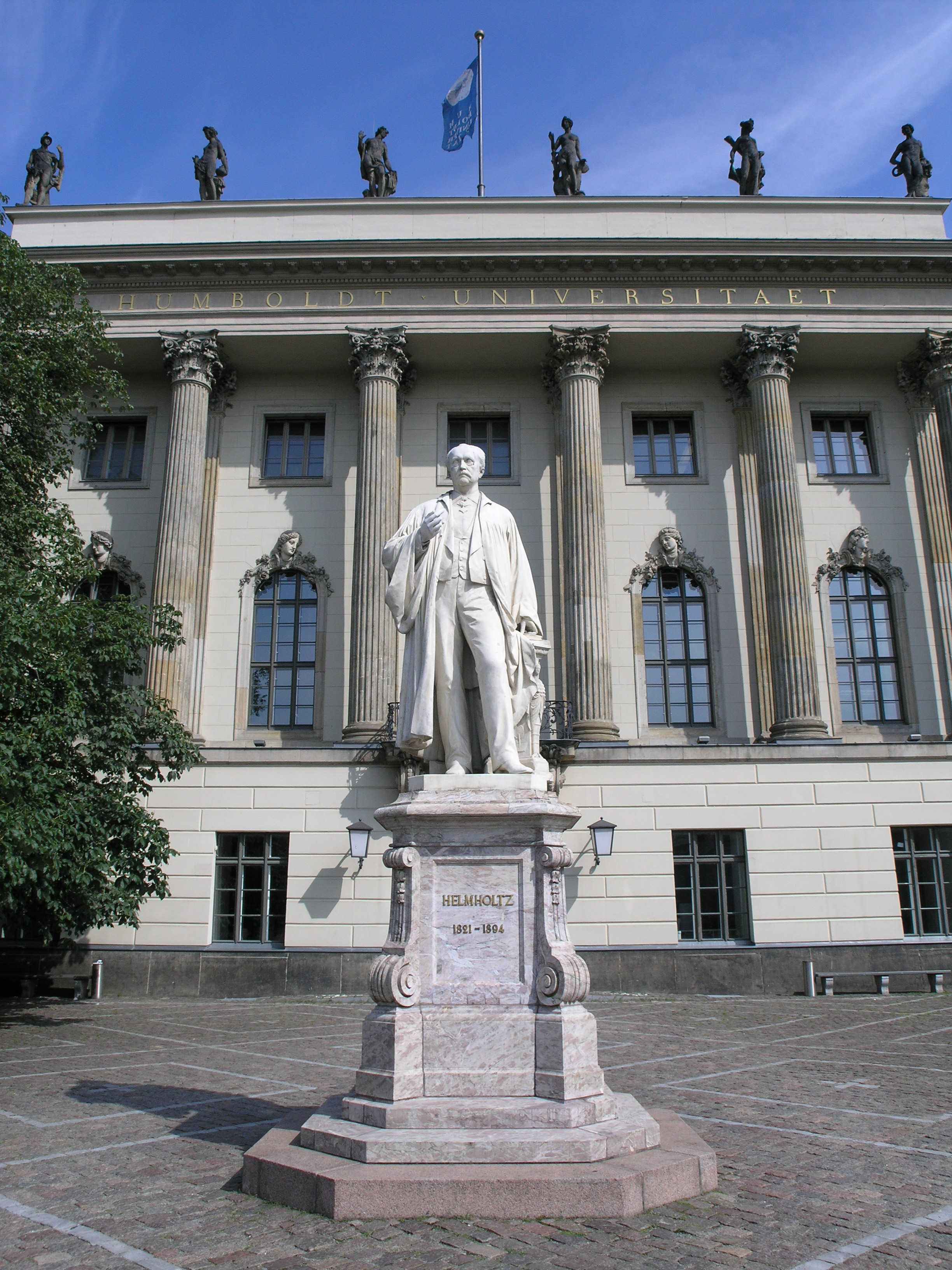
Edifici principal de la Universitat Humboldt, ubicat a Unter den Linden, al districte berlinès de Mitte.

### Reobertura

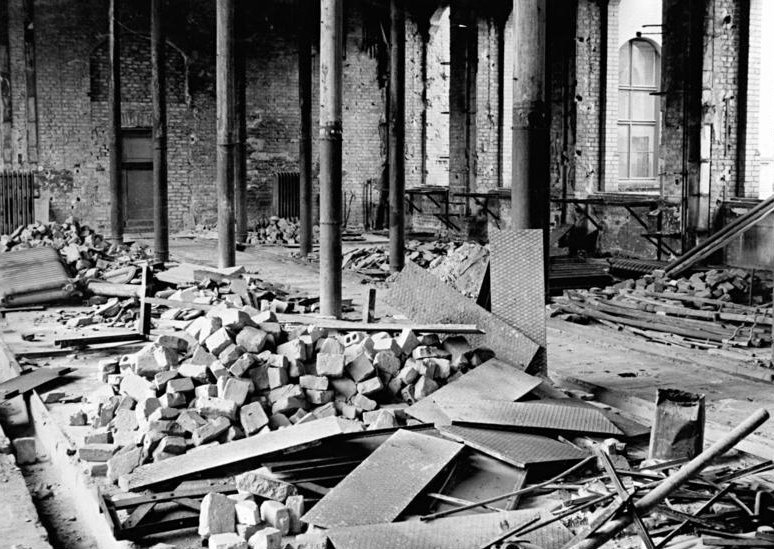
Espai destruït per les bombes a l'Institut Químic de la Universitat (Chemisches Institut der Universität), 1950

L'Administració militar soviètica a Alemanya (alemany Sowjetische Militäradministration in Deutschland, SMAD) demanà (Befehl-Nr. 4) l'obertura de la universitat el gener de 1946. L'SMAD volia una Universitat de Berlín redissenyada, basada en el model soviètic. Tanmateix insistiren a dir "novament obert" i no "reobert" per raons polítiques. El president de l'Administració Central alemanya per a l'Educació Nacional (DZVV), Paul Wandel, en el seu discurs durant la cerimònia d'inauguració del 29 de gener de 1946, digué: "Parlava de l'obertura, i no de la reobertura de la universitat. […] La Universitat de Berlín ha de començar altre cop eficaçment de gairebé totes les maneres. Teniu davant vosaltres aquesta imatge de la universitat vella. El que queda d'això no és res més que ruïnes.." L'ensenyament es limitava a set departaments que s'havien reobert, edificis fets malbé per la guerra, amb molts dels professors morts o desapareguts. Tanmateix, abans del semestre de l'hivern de 1946, la Facultat de Ciències Econòmiques i Educatives s'havia reobert.
La Facultat de Treballadors i Camperols (Alemany: Arbeiter-und-Bauern-Fakultät) (ABF), un programa d'educació dirigit a homes joves que, a causa de raons polítiques o racials, s'havien trobat en desavantatge sota els nazis, fou establert durant aquella època. Aquest programa existí a la Universitat de Berlín fins al 1962.

### Les divisions de la universitat

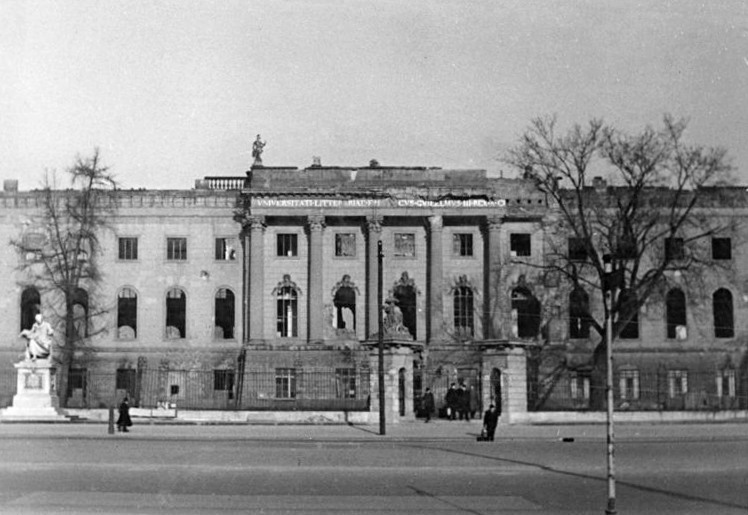
Universitat de Berlín, 1950.

El conflicte Est-Oest a l'Alemanya de postguerra conduí a una creixent influència comunista a la universitat. Això fou motiu de controvèrsia, i incità fortes protestes dins de l'alumnat i la facultat. L'NKVD (policia secreta) soviètic arrestà un cert nombre d'estudiants el març de 1947 com a resposta. El Tribunal Militar Soviètic de Berlin-Lichtenberg determinà que els estudiants estaven implicats en la formació d'un "moviment de resistència a la Universitat de Berlín", així com en espionatge, i foren condemnats a 25 anys de treball forçat. De 1945 a 1948, 18 altres estudiants i professors foren arrestats o segrestats, molts durant setmanes, i alguns foren duts a la Unió Soviètica i executats.
A la primavera de 1948, després que uns quants universitaris amb irregularitats d'admissió fossin retirats, l'oposició demanà una universitat lliure. Els estudiants, sobretot amb el suport dels estatunidencs, el diari Der Tagesspiegel, i l'alcalde d'aquell moment, Ernst Reuter, fundaren la Universitat Lliure de Berlín a Dahlem (part del sector americà). Això era més proper a allò que els estudiants pensaven que eren els ideals fundacionals de llibertat de càtedra i recerca. Amb el lema llatí: "Veritas - Iustitia - Libertas" (veritat, justícia, llibertat), la distància ideològica amb la vella Universitat de Berlín, dominada pels comunistes, s'expressava simultàniament amb un segell estilístic (amb l'os de Berlín, la torxa de la llibertat) per recordar la seva tradició. La llarga divisió, durant dècades, de la ciutat, a l'Est i l'Oest, consolidà finalment la divisió en dues universitats independents permanentment.

### Alemanya Oriental

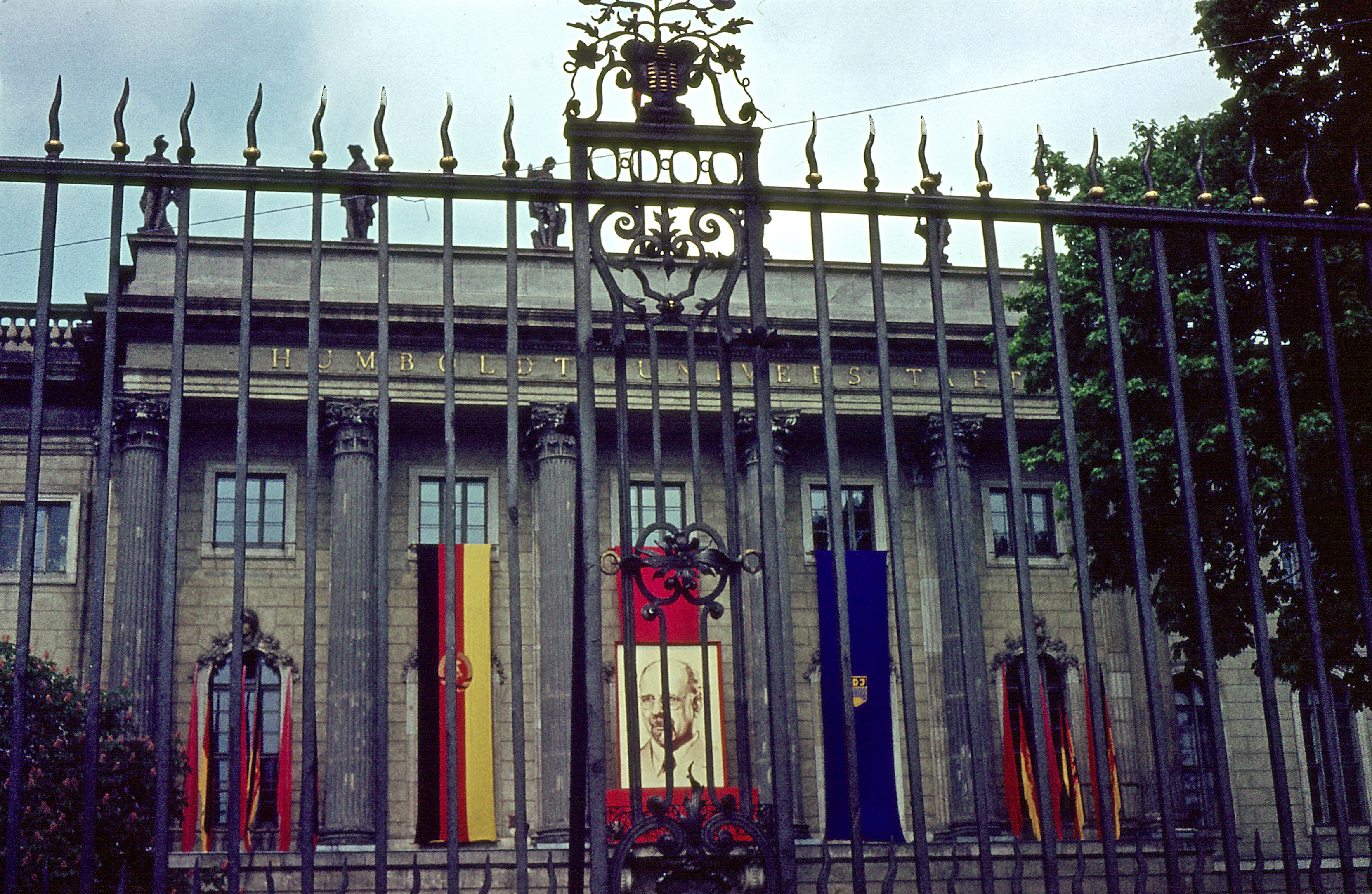
Universitat Humboldt el 1964.

El partit comunista forçà a canviar el nom de la universitat el 1949. Fins a l'esfondrament del règim alemany Oriental el 1989, la Universitat Humboldt romangué sota control ideològic estret del Sozialistische Einheitspartei Deutschlands (Partit Socialista Unificat d'Alemanya), o SED, el qual, mitjançant una rigorosa selecció d'estudiants segons la seva conformitat amb la línia del partit, s'assegurava que cap oposició democràtica no podria créixer als seus campus universitaris. Els seus estudiants, seleccionats a la manera comunista, i els seus becaris, no participaren en cap grau significatiu en els moviments de drets civils democràtics alemanys orientals de 1989, i elegiren el controvertit membre del SED i l'anterior espia de l'Stasi Heinrich Fink com a rector de la universitat a la fi de l'any 1990.

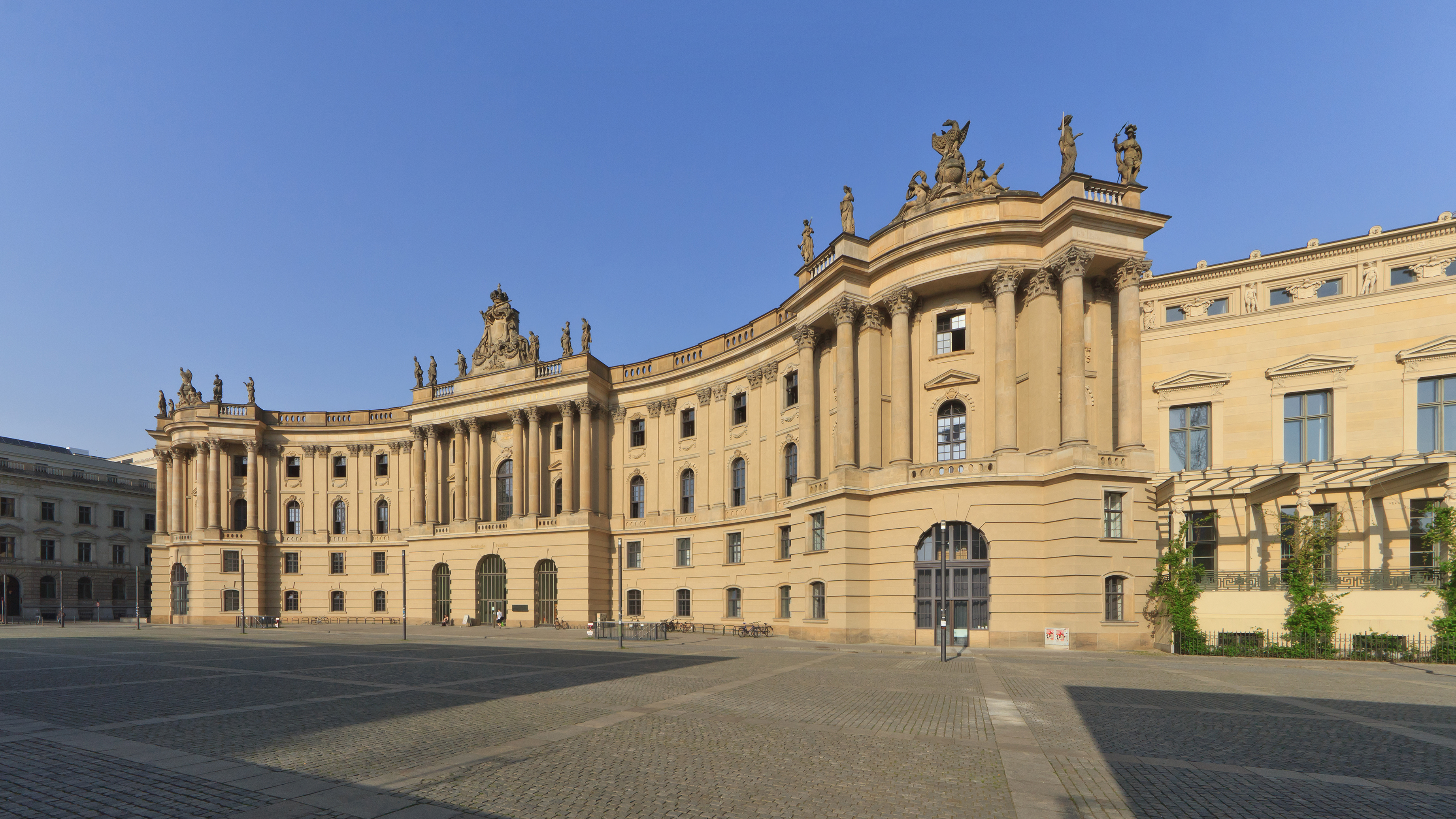
La Biblioteca Reial, ara seu de la Facultat de Dret.

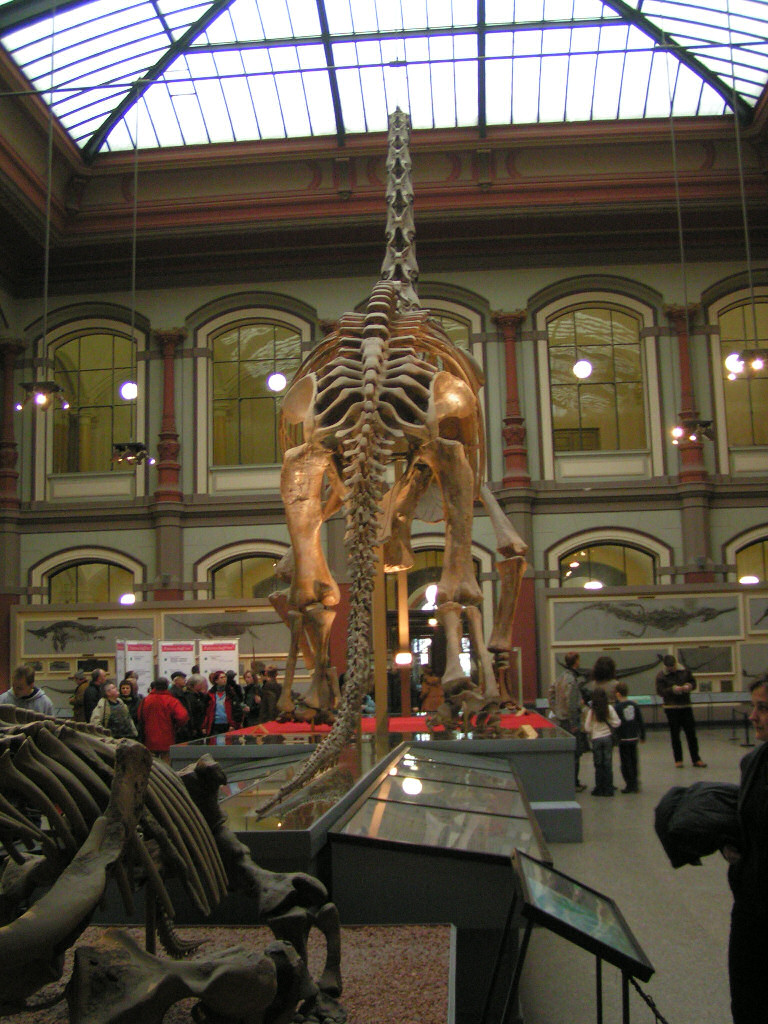
El Museu Humboldt, el museu més gran d'història natural a Alemanya.

### Actualitat
Després de la unificació de l'Alemanya Oriental i Occidental, la universitat es reestructurà radicalment i tots els professors hagueren de demanar de nou les seves places docents. El claustre fou canviat en gran part per professors alemanys occidentals, entre ells l'historiador Heinrich August Winkler. Avui, la Universitat Humboldt és una universitat estatal amb un gran nombre d'estudiants (37.145 el 2003, entre ells més de 4.662 estudiants estrangers) segons el model de les universitats alemanyes Occidentals, i com la seva homòloga Universitat Lliure de Berlín.
El seu edifici principal està situat en el centre de Berlín al bulevard Unter den Linden. L'edifici fou alçat per ordre del rei Frederic II per al seu fill més jove, Enric de Prússia La majoria dels instituts estan situats en el centre, al voltant de l'edifici principal, excepte els instituts de ciències de la naturalesa, que estan situats a Adlershof al sud de Berlín. A més, la universitat continua la seva tradició de venda de llibres a les portes de la univertat, enfront de Bebelplatz. Els llibres venuts són reimpressions dels cremats durant el Tercer Reich i és un símbol de l'expiació de la institució per la seva participació. La universitat continua servint la comunitat alemanya.
Alguns dels professors que imparteixen docència actualment i són més reconeguts a nivell alemany i internacional són:
- Estudis alemanys: Anneliese Abramowski
- Història d'Europa de l'Est: Jörg Baberowski
- Política, gènere i globalització: Christine Bauhardt
- Mitjans de comunicació: Wolfgang Ernst
- Matemàtiques: Hans Föllmer
- Psicologia: Peter Frensch
- Lingüística i sintaxi: Norbert Fries
- Agricultura: Konrad Hagedorn
- Dret: Christian Tomuschat (professor emèrit)
- Dret públic: Michael Kloepfer, Bernhard Schlink
- Ciències polítiques: Claus Offe (professor emèrit)
- Literatura alemanya moderna: Joseph Vogl
- Història moderna: Heinrich August Winkler

En els darrers anys, la Universitat ha estat al centre de moltes converses, per la possibilitat de crear una gran universitat berlinesa mitjançant la fusió dels tres grans centres de la ciutat (la Universitat Lliure, la Universitat Tècnica i la mateixa Universitat Humboldt). Sembla però, que la idea s'ha deixat de banda, com a mínim, a curt termini.

## Biblioteca
Quan la Biblioteca Reial resultà insuficient, es fundà una biblioteca nova el 1831, i primer fou situada en uns quants emplaçaments. En 1871-1874 es construí un edifici per a biblioteca es construïa, amb disseny de l'arquitecte Paul Emanuel Spieker. El 1910 la col·lecció es fou reubicada a l'edifici de la Biblioteca Estatal de Berlín.
Durant el Període de Weimar la biblioteca contenia 831 volums de, 934 (1930) i era així una de les biblioteques universitàries capdavanteres a Alemanya en aquella època.
Durant la crema de llibres per part dels nazis el 1933, com ja ha estat dit anteriorment, es perderen uns 20.000 títols. La pèrdua durant la Segona Guerra Mundial fou comparativament petita. El 2003, els llibres relacionats amb les ciències naturals foren traslladats a la nova biblioteca inaugurada al campus d'Adlershof, que està dedicada només a les ciències naturals.
En total, la biblioteca universitària conté aproximadament 6.5 milions de volums i 9000 tenia revistes i diaris i és una de les biblioteques universitàries més grans a Alemanya. Com a comparació, la Biblioteca Elmer Holmes Bobst a la Universitat de Nova York conté aproximadament 4.5 milions de volums.
Els llibres de l'Institut für Sexualwissenschaft foren destruïts durant la crema de llibres per part dels nazis, així com el mateix insitut. Sota els termes de la Fundació Magnus Hirschfeld, el govern s'havia compromès a continuar el treball de l'institut a la universitat després de la mort del seu fundador. Tanmateix aquests termes foren ignorats. El 2001 tanmateix la universitat adquiria l'Arxiu per a la Sexologia des de l'Institut Robert Koch, que s'havia fundat en una gran biblioteca privada donat pel prof. Haeberle. Això s'ha posat ara al nou Centre Magnus Hirschfeld.

## Alumnes notables, catedràtics i professors

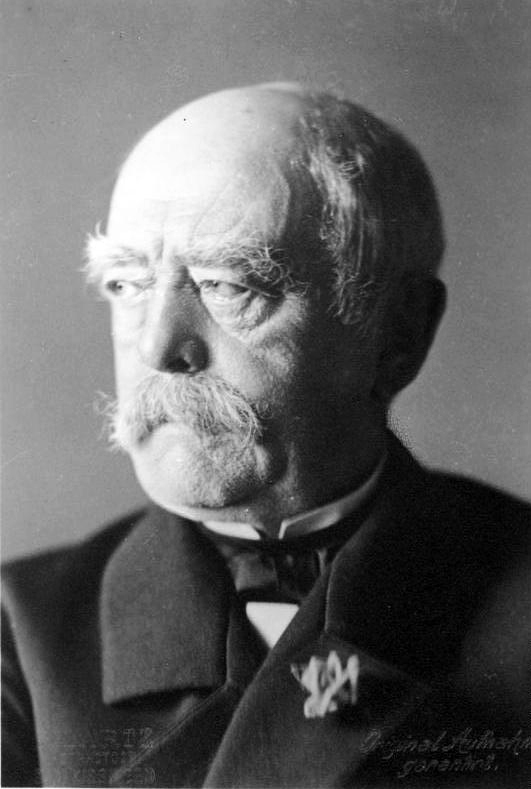
Otto von Bismarck

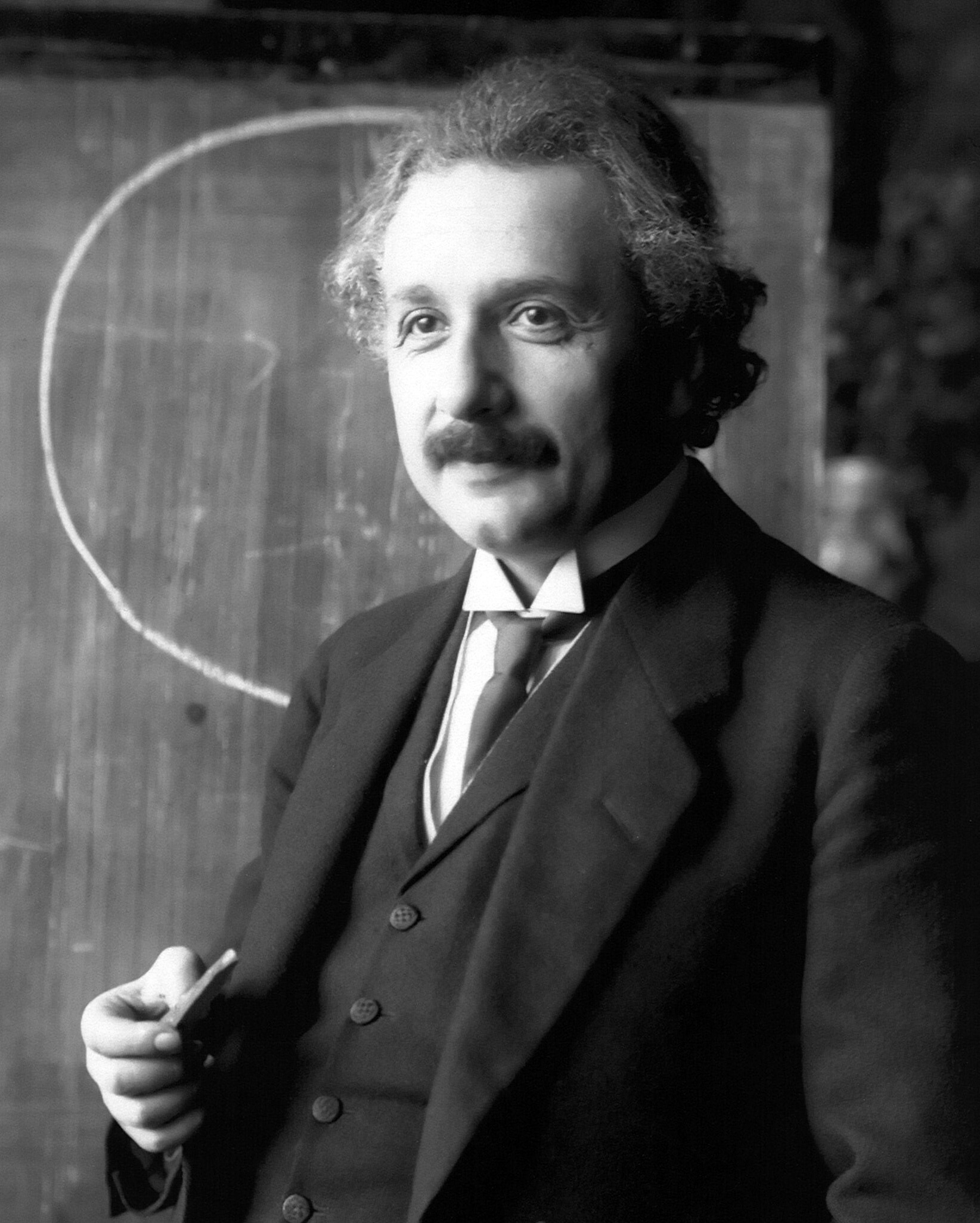
Albert Einstein

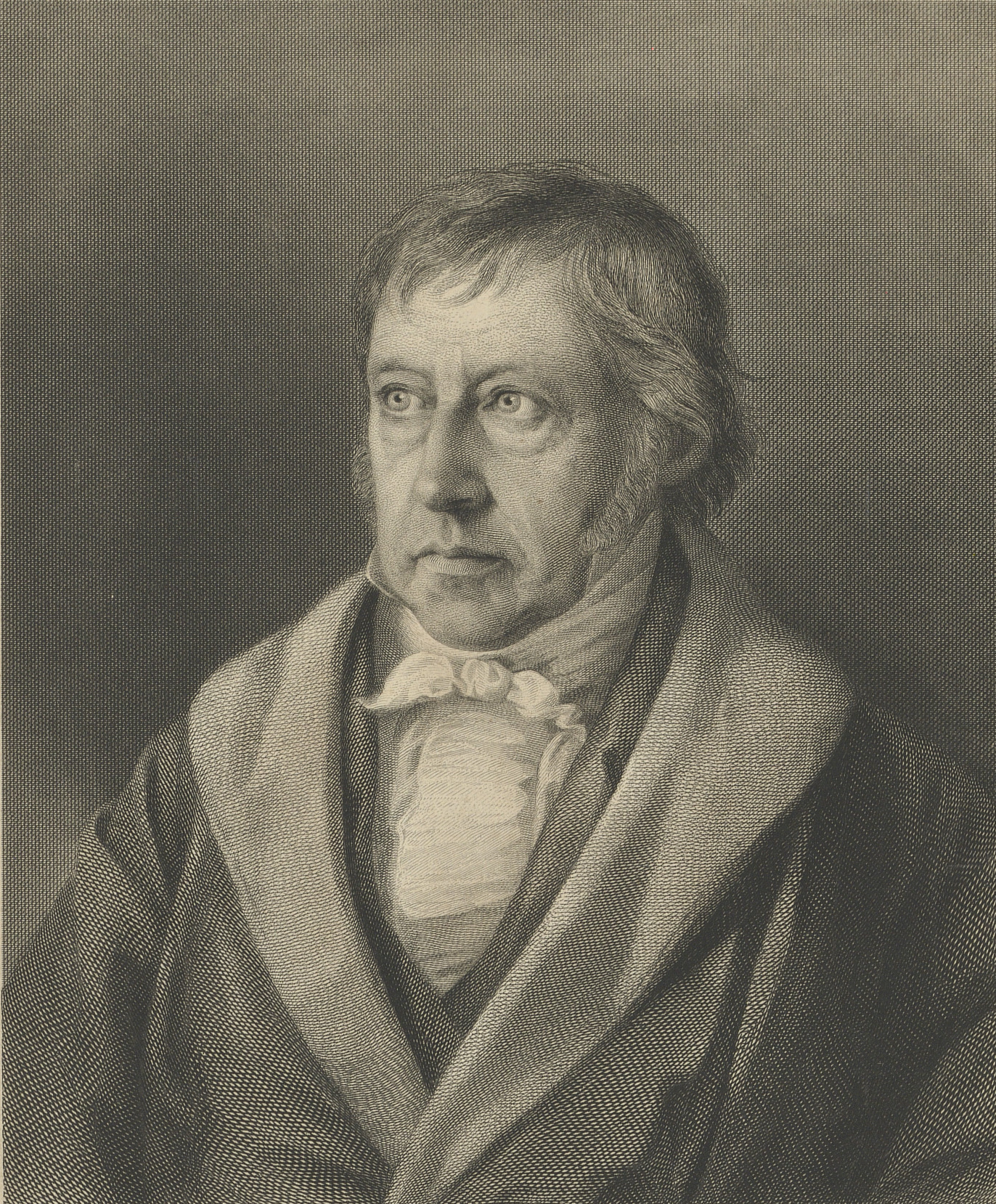
Georg Wilhelm Friedrich Hegel

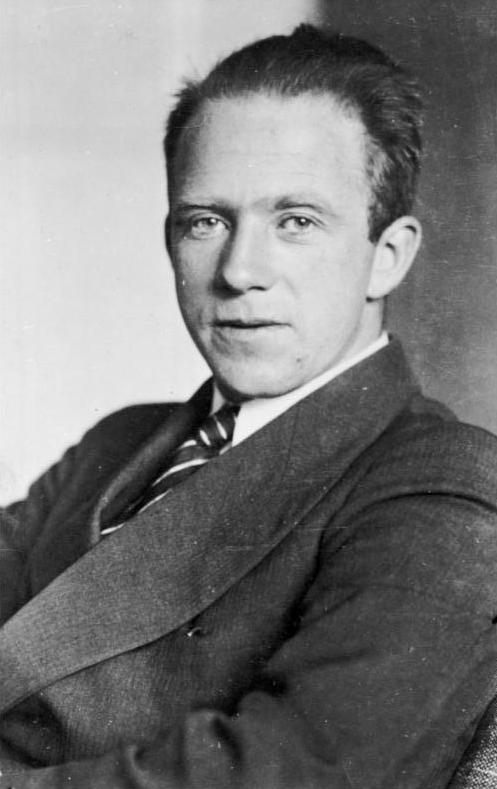
Werner Heisenberg

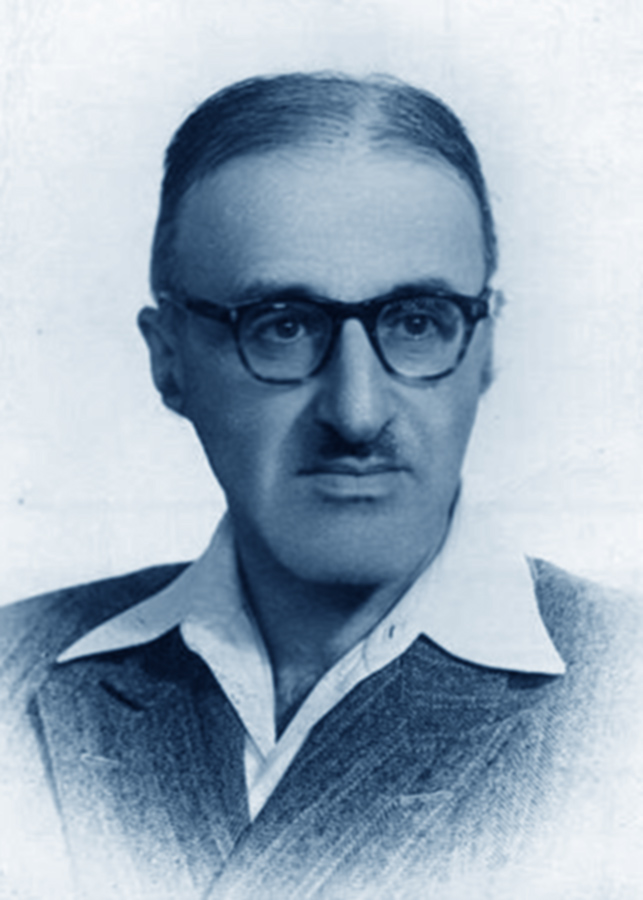
Ieixaiahu Leibowitz

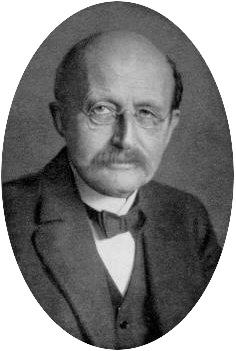
Max Planck

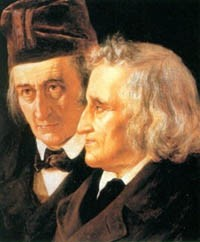
Jakob i Wilhelm Grimm

- Theodore Dyke Acland (1851-1931), cirurgià i metge
- Alexander Altmann (1906-1987), rabí i estudiós de filosofia jueva i misticisme
- Gerhard Anschütz (1908-) destacat jurista i "pare de la constitució" del Bundesland de Hessen
- Michelle Bachelet (1951-), Pediatra i epidemiòlega, ex-presidenta de la República de Xile
- Azmi Bishara (1956-), polític àrab-israelià
- Bruno Bauer (1809-1882), teòleg, crític de Bíblia i filòsof
- Jurek Becker (1937-1997), escriptor (Jacob el Mentider)
- Eliezer Berkovits (1908-1992), rabí, filòsof i teòleg
- Otto von Bismarck (1815-1898), primer canceller alemany
- Dietrich Bonhoeffer (1906-1945), teòleg i lluitador de la resistència
- Max Born (1882-1970), físic, Premi Nobel de física el 1954
- Gottlieb Burckhardt (1836-1907), psiquiatre, primer metge que va realitzar la moderna psicocirurgia (1888)
- Michael C. Burda, macroeconomista
- George C. Butte (1877-1940), jurista americà
- Stepan Shahumyan (1878-1918), polític comunista i cap de la Comuna de Bakú
- Azriel Carlebach (1909-56), periodista israelià i editorialista
- Ernst Cassirer (1874-1945), filòsof
- Adelbert von Chamisso (1781-1838), científic naturalista i escriptor
- Zakir Hussain (1897-1969) tercer President de l'Índia
- Wilhelm Dilthey (1833-1911), filòsof
- Enno Heeren Dirksen (1788-1850), matemàtic
- W. E. B. Du Bois (1868-1963), activista afroamericà i investigador
- Paul Ehrlich (1854-1915), metge, Premi Nobel de medicina el 1908
- Albert Einstein (1879-1955), físic, Premi del Nobel de física el 1921
- Friedrich Engels (1820-1895), periodista i filòsof
- Ludwig Andreas Feuerbach (1804-1872), filòsof
- Johann Gottlieb Fichte (1762-1814), filòsof, rector de la universitat (1810-1812)
- Emil Hermann Fischer (1852-1919), fundador de la bioquímica moderna, Premi Nobel de química el 1902
- Werner Forssmann (1904-1979), metge, Premi Nobel de medicina el 1956
- James Franck (1882-1964), físic, Premi del Nobel de física el 1925
- Ernst Gehrcke (1878-1960), físic experimental
- Jacob Grimm (1785-1863), lingüista i crític literari
- Wilhelm Grimm (1786-1859), lingüista i crític literari
- Fritz Haber (1868-1934), farmacèutic, Premi Nobel de química el 1918
- Otto Hahn (1879-1968), farmacèutic, Premi del Nobel de química el 1944
- William Reginald Halliday (1886-1966), Director del King's College de Londres (1928-1952)
- Robert Havemann (1910-1982), farmacèutic, cofundador de la Unió Europea, i destacat dissident de l'RDA
- Georg Wilhelm Friedrich Hegel (1770-1831), filòsof
- Heinrich Heine (1797-1856), escriptor i poeta
- Klaus Heinrich (1927 - 2020), filòsof i fundador de la Universitat lliure de Berlín
- Werner Heisenberg (1901-1976), físic, Premi Nobel de física el 1932
- Hermann von Helmholtz (1821-1894), metge i físic
- Gustav Ludwig Hertz (1887-1975), físic, Premi Nobel de física el 1925
- Heinrich Rudolf Hertz (1857-1894), físic
- Abraham Joshua Heschel (1907-1972) rabí, filòsof, i teòleg
- Jacobus Henricus van 't Hoff (1852-1911), farmacèutic, Premi Nobel de química el 1901
- Max Huber (1874-1960), advocat internacional i diplomàtic
- Christoph Wilhelm Hufeland (1762-1836), fundador de la macrobiòtica
- Wilhelm von Humboldt (1767-1835), polític, lingüista, i fundador de la universitat
- Alexander von Humboldt (1769-1859), científic naturalista
- Jane Ising (1902-2012), economista
- Hermann Kasack (1896-1966), escriptor
- George F. Kennan (1904-2005), diplomàtic americà, científic polític i historiador
- Gustav Robert Kirchhoff (1824-1887), físic
- Robert Koch (1843-1910), metge, Premi Nobel de medicina el 1905
- Albrecht Kossel (1853-1927), metge, Premi Nobel de medicina el 1910
- Arnold Kutzinski (d. 1956), psiquiatre
- Arnold Von Lasaulx (1839-1886) mineralogista i petrògraf
- Max von Laue (1879-1960), físic, Premi Nobel de física el 1914
- Ieixaiahu Leibowitz (1903-94), intel·lectual públic israelià i polimatemàtic
- Wassily Leontief (1905-1999), economista, Premi Nobel d'economia el 1973
- Karl Liebknecht (1871-1919), polític socialista i revolucionari
- Friedrich Loeffler (1852-1915), bacteriòleg
- Herbert Marcuse (1898-1979), filòsof
- Karl Marx (1818-1883), filòsof
- Ernst Walter Mayr (1904-2005), biòleg
- Lise Meitner (1878-1968), físic, Premi Enrico Fermi el 1966
- Felix Mendelssohn Bartholdy (1809-1847), compositor
- Theodor Mommsen (1817-1903), historiador, Premi Nobel de literatura el 1902
- Edmund Montgomery (1835-1911), filòsof, científic, metge
- Max Planck (1858-1947), físic, Premi Nobel de física el 1918
- Leopold Von Ranke (1795-1886), historiador
- Robert Remak (1815-1865), biòleg cèl·lular
- Friedrich Schelling (1775-1854), filòsof
- Friedrich Schleiermacher (1768-1834), filòsof
- Bernhard Schlink (1944-), escriptor Der Vorleser ((El Lector))
- Carl Schmitt (1888-1985), jurista alemany, teòric polític, i catedràtic de dret.
- Menachem Mendel Schneerson (1902-1994), rabí, filòsof, i teòleg
- Arthur Schopenhauer (1788-1860), filòsof
- Erwin Schrödinger (1887-1961), físic, Premi Nobel de física el 1933
- Georg Simmel (1858-1918), filòsof i sociòleg
- Joseph B. Soloveitchik (1903-1993), rabí, filòsof, i teòleg
- Herman Smith-Johannsen (1875-1987), esportista que introduí l'esquí de fons a Amèrica del Nord
- Werner Sombart (1863-1941), filòsof, sociòleg i economista
- Hans Spemann (1869-1941), biòleg, Premi Nobel de biologia el 1935
- Max Stirner (1806-1856), filòsof
- Yemima Tchernovitz-Avidar (1909-98), autor israelià
- Gustav Tornier (1859-1938), paleontòleg i zoòleg
- Kurt Tucholsky (1890-1935), escriptor i periodista
- Rudolf Virchow (1821-1902), metge i polític
- Alfred Wegener (1880-1930), científic, geòleg, i meteoròleg, primer teòric de la "Deriva dels continents"
- Karl Weierstrass (1815-1897), matemàtic
- Wilhelm Heinrich Westphal (1882-1978), físic
- Wilhelm Wien (1864-1928), físic, Premi Nobel de física el 1911
- Ulrich von Wilamowitz-Moellendorff (1848-1931), filòleg
- Richard Willstätter (1872-1942), farmacèutic, Premi Nobel de química el 1915
- Komitas Vardapet (1869-1935), sacerdot armeni, compositor, líder de cor, cantant, etnòleg de la música, pedagog de la música i musicòleg

### Premis Nobel
Hi ha un total de 40 guanyadors del Premi Nobel afiliats a la Universitat Humboldt:
- 1901 Jacobus Henricus van 't Hoff (Química)
- 1901 Emil Adolf von Behring (Fisiologia o Medicina)
- 1902 Hermann Emil Fischer (Química)
- 1902 Theodor Mommsen (Literatura)
- 1905 Adolf von Baeyer (Química)
- 1905 Robert Koch (Fisiologia o Medicina)
- 1907 Albert Abraham Michelson (Física)
- 1907 Eduard Buchner (Química)
- 1908 Paul Ehrlich (Fisiologia o Medicina)
- 1909 Karl Ferdinand Braun (Física)
- 1910 Otto Wallach (Química)
- 1910 Albrecht Kossel (Fisiologia o Medicina)
- 1910 Paul Heyse (Literatura)
- 1911 Wilhelm Wien (Física)
- 1914 Max von Laue (Física)
- 1915 Richard Willstätter (Química)
- 1918 Fritz Haber (Química)
- 1918 Max Planck (Física)
- 1920 Walther Nernst (Química)
- 1921 Albert Einstein (Física)
- 1925 Gustav Ludwig Hertz (Física)
- 1925 James Franck (Física)
- 1925 Richard Adolf Zsigmondy (Química)
- 1928 Adolf Otto Reinhold Windaus (Química)
- 1929 Hans von Euler-Chelpin (Química)
- 1931 Otto Heinrich Warburg (Fisiologia o Medicina)
- 1932 Werner Heisenberg (Física)
- 1933 Erwin Schrödinger (Física)
- 1935 Hans Spemann (Fisiologia o Medicina)
- 1936 Peter Debye (Química)
- 1939 Adolf Butenandt (Química)
- 1944 Otto Hahn (Química)
- 1950 Kurt Alder (Química)
- 1950 Otto Diels (Química)
- 1953 Fritz Albert Lipmann (Fisiologia o Medicina)
- 1953 Hans Adolf Krebs (Fisiologia o Medicina)
- 1954 Max Born (Física)
- 1956 Walther Bothe (Física)
- 1991 Bert Sakmann (Fisiologia o Medicina)
- 2007 Gerhard Ertl (Química)

## Organització
Aquestes són les 11 facultats en què es divideix la universitat:
- Facultat de Dret
- Facultat d'Agricultura i Horticultura
- Facultat de Matemàtiques i Ciències naturals I (Biologia, Química, Física)
- Facultat de Matemàtiques i Ciències naturals II (Geografia, Informàtica, Matemàtiques, Psicologia)
- Charité - Medicina Universitat de Berlín (Medicina)
- Facultat de Filosofia I (Filosofia, Història, Etnologia europea, Departament de Biblioteconomia i Documentació)
- Facultat de Filosofia II (Literatura, Lingüística, Estudis escandinaus, Llengües romàniques, literatura anglesa i Estudis americans, Eslavística, Filologia clàssica)
- Facultat de Filosofia III (Ciències Socials, Estudis culturals / Art, Estudis d'Àsia / Àfrica (inclou Arqueologia), Estudis de Gènere)
- Facultat de Filosofia IV (Ciències de l'esport, Rehabilitació, Educació, Gestió de Qualitat en l'Educació)
- Facultat de Teologia
- Facultat d'Economia i Administració d'empreses

A més, hi ha dos instituts independents (Zentralinstitute) que són part de la universitat:
- Centre per a Estudis Britànics (en alemany: Großbritannienzentrum)
- Museum für Naturkunde (Museu d'Història Natural)

## Punts d'interès
- Späth-Arboretum